# Schafstall Geveshauser Weg 2
Der Schafstall Geveshauser Weg 2 im nordöstlichen Ortsteil Dötlingen-Ohe stammt aus dem 19. Jahrhundert.
Aktuell (2023) wird er als landwirtschaftliches Nebengebäude genutzt.
Das Gebäude steht unter Denkmalschutz (siehe auch Liste der Baudenkmale in Dötlingen).

## Beschreibung
Das eingeschossige Gebäude auf Feldsteinsockel mit verbretterten Giebeln, Längswänden aus Backstein, mit Krüppelwalmdach und einer Längsdurchfahrt wurde in der 1. Hälfte des 19. Jahrhunderts gebaut. Es prägt das Landschaftsbild.
Das Landesdenkmalamt befand: „… geschichtliche Bedeutung … als beispielhafte Ausprägung eines Schafstalls …“